# Aeroportul Reconquista
Aeroportul Reconquista (IATA: RCQ, ICAO: SATR) este un aeroport din Provincia Santa Fe, Argentina ce deservește zona Reconquista. Aeroportul a fost tranzitat în noiembrie 2022 de 32 de pasageri. A fost numit după zona deservită.
Situat la o altitudine de 49 m, aeroportul dispune de o singură pistă. Este operat de Aeropuertos Argentina⁠(d).